# DESY

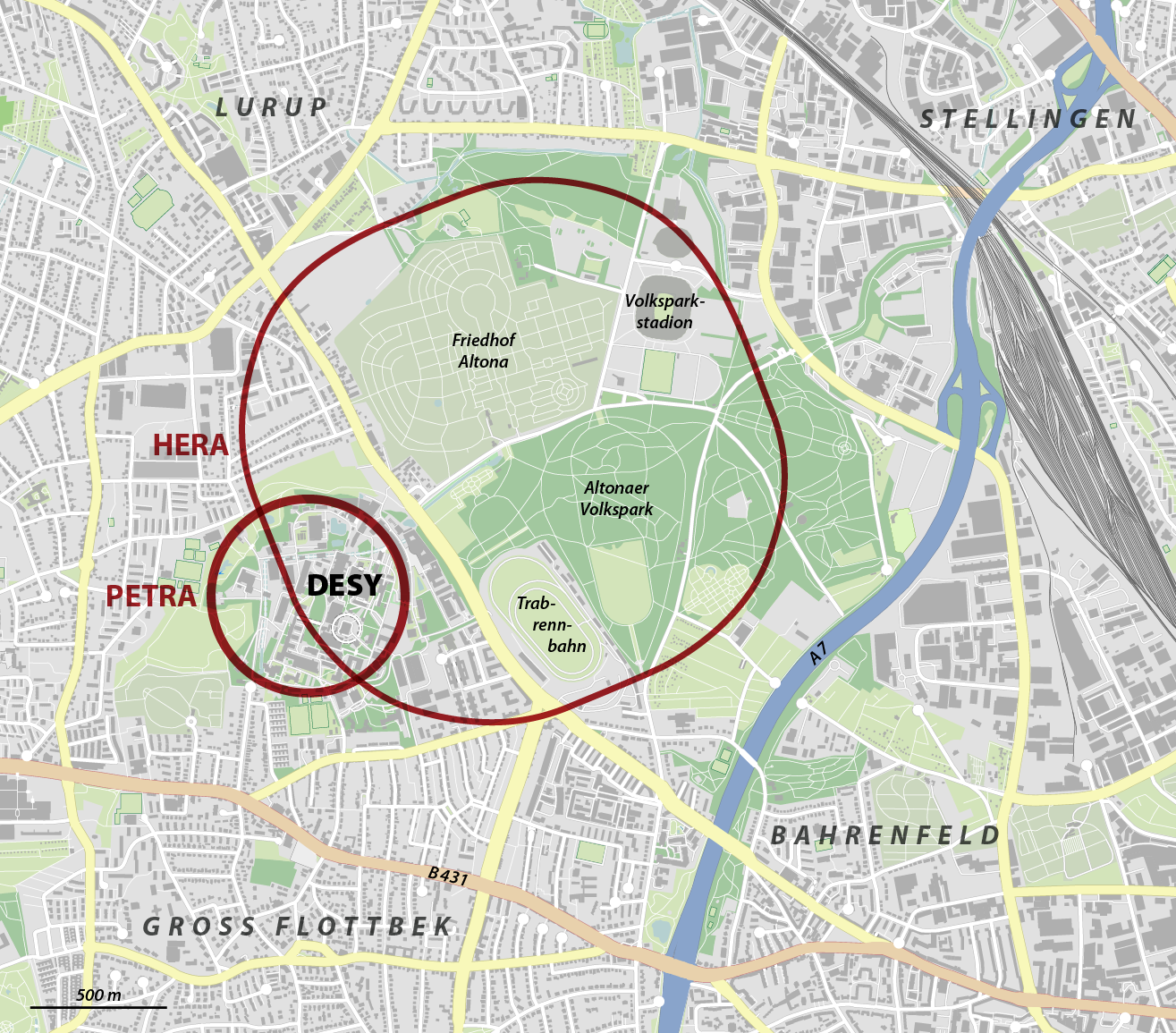
Розташування в Гамбурзі-Баренфельді

DESY (нім. Deutsche Elektronen-Synchrotron, Німецький електронний синхротрон) — науковий центр у німецьких містах Гамбурзі та Цойтені, який займається дослідженнями в галузі фізики елементарних частинок та фізики астрочастинок за допомогою прискорювача електронів і за допомогою фотонів. Дослідницький центр фінансується з державних коштів і є частиною Товариства імені Гельмгольца.

## Задачі
DESY є одним із найбільших у світі центрів досліджень за допомогою прискорювачів частинок. На головному майданчику DESY в Гамбурзі дослідження сконцентровані на наступних трьох напрямах:
- Розробка, будівництво та експлуатація прискорювачів частинок
- Дослідження з фотонами: синхротронне випромінювання та випромінювання від лазерів на вільних електронах для задач фізики, хімії, біології, геології та медицини
- Дослідження фундаментальних властивостей матерії та сил у контексті фізики елементарних частинок

На іншому майданчику DESY, в Цойтені, розвивається ще один напрям досліджень:
- Астрофізика елементарних частинок, застосування методів фізики елементарних частинок у контексті астрофізики

Також DESY створює прискорювачі, які використовують німецькі й закордонні наукові та промислові установи.

## Розташування
DESY розташований на двох майданчиках. Головний майданчик знаходиться в Гамбурзі-Баренфельді біля Альтонського парку. В 1992 році у DESY з'явився другий майданчик в Цойтені, на південний схід від Берліна (до 1991 року «Інститут фізики високих енергій» Академії наук НДР).

## Фінансування
Дослідницький центр фінансується державним коштом. 90 % основного фінансування надходить від Федерального міністерства освіти та науки, а 10 % від міста Гамбург і землі Бранденбург. У 2020 році річний бюджет DESY становив близько 232 мільйонів євро. Крім того, додаткові 18 мільйонів євро надходили від фінансування третіх сторін.

## Співробітники
У DESY працює близько 3000 співробітників з понад 60 країн, близько 2700 з них у Гамбурзі і близько 300 у Цойтені. Ці числа охоплюють понад 130 здобувачів освіти з різних комерційних і технічних професій, а також близько 500 аспірантів і постдоків. Є також багато студентів-магістрів з різних університетів.

## Освітня діяльність
DESY бере участь у кількох аспірантських школах, організовує щорічну міжнародну літню студентську програму та проводить експериментальні дні з різних розділів фізики у своїх лабораторіях у Гамбурзі та Цойтені. Також проходять курси підвищення кваліфікації для вчителів, заходи для шкіл та учнів зі STEM, публічні лекції та дні відкритих дверей. DESY бере участь у таких заходах, як Гамбурзька ніч знань і Берлінська Довга ніч науки.

## Історія

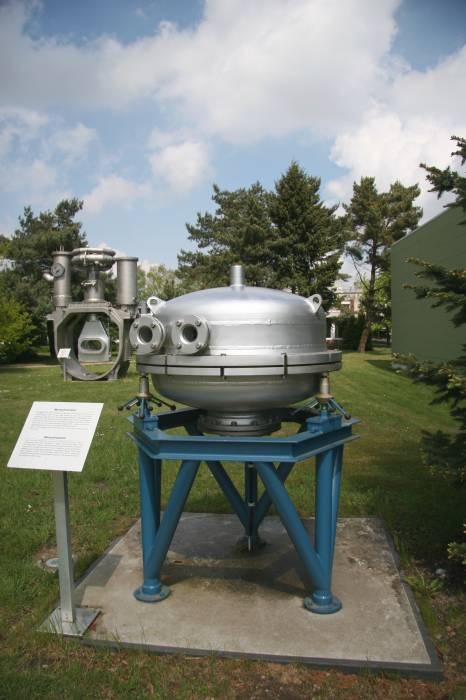
Монохроматор синхротронного випромінювання (на передньому плані) і бульбашкова камера прискорювача частинок DESY

Дослідницький центр «Німецький електронний синхротрон DESY» (нім. Deutsches Elektronen-Synchrotron, DESY) був заснований у Гамбурзі 18 грудня 1959 року згідно з державною угодою, підписаною тодішнім федеральним міністром ядерної енергії та водного господарства Зігфрідом Бальке та мером Гамбурга Максом Брауером. Згідно зі статутом, завданням DESY є «сприяння фундаментальним науковим дослідженням […], зокрема шляхом розробки, будівництва та експлуатації прискорювачів та їх наукового використання, дослідження з фотонами та дослідженням в галузі фізики елементарних частинок й астрочастинок».

### Фізика елементарних частинок

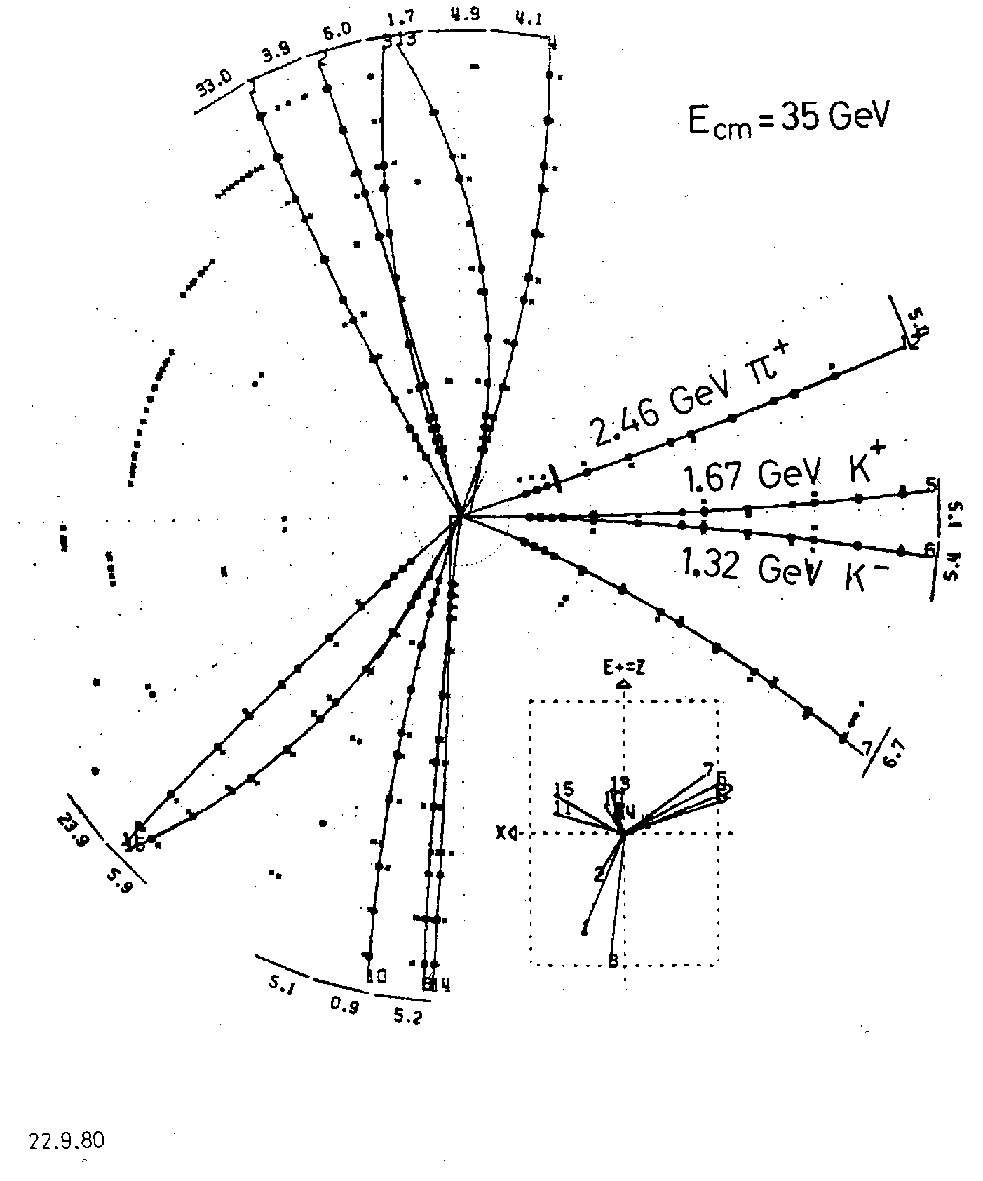
У 1979 році експерименти з фізики елементарних частинок на позитронно-електронному накопичувачі PETRA в DESY виявили глюон, частинку-носій сильної взаємодії

З 1959 по 2007 рік прискорювачі DESY використовували в основному для фізики елементарних частинок, спочатку з однойменним електронним синхротроном DESY (працює з 1964 і дотепер), а потім з накопичувачами DORIS (Doppel-Ring-Speicher, подвійний кільцевий накопичувач, 1974—2013), PETRA (Positron-Electron Tandem Ring Facility, позитронно-електронний тандемний кільцевий пристрій, 1978–дотепер) і HERA (1992—2007).
DESY вперше привернув міжнародну увагу в 1966 році, експериментально перевіривши теоретичні передбачення квантової електродинаміки. У 1975 році DORIS зробив важливий внесок у виявлення важких кварків, спостерігаючи збуджені стани чармонію. У 1987 році в детекторі ARGUS в DORIS вперше помітили трансформацію В-мезона в його античастинку, анти-В-мезон, — процес, в якому матерія й антиматерія поводяться по-різному. Найважливішим відкриттям експериментів TASSO, JADE, MARK-J і PLUTO в PETRA стало виявлення в 1979 році глюона, частинки-носія сильної взаємодії. Починаючи з 1990 року PETRA служила попереднім прискорювачем для ще більшого накопичувального кільця HERA.

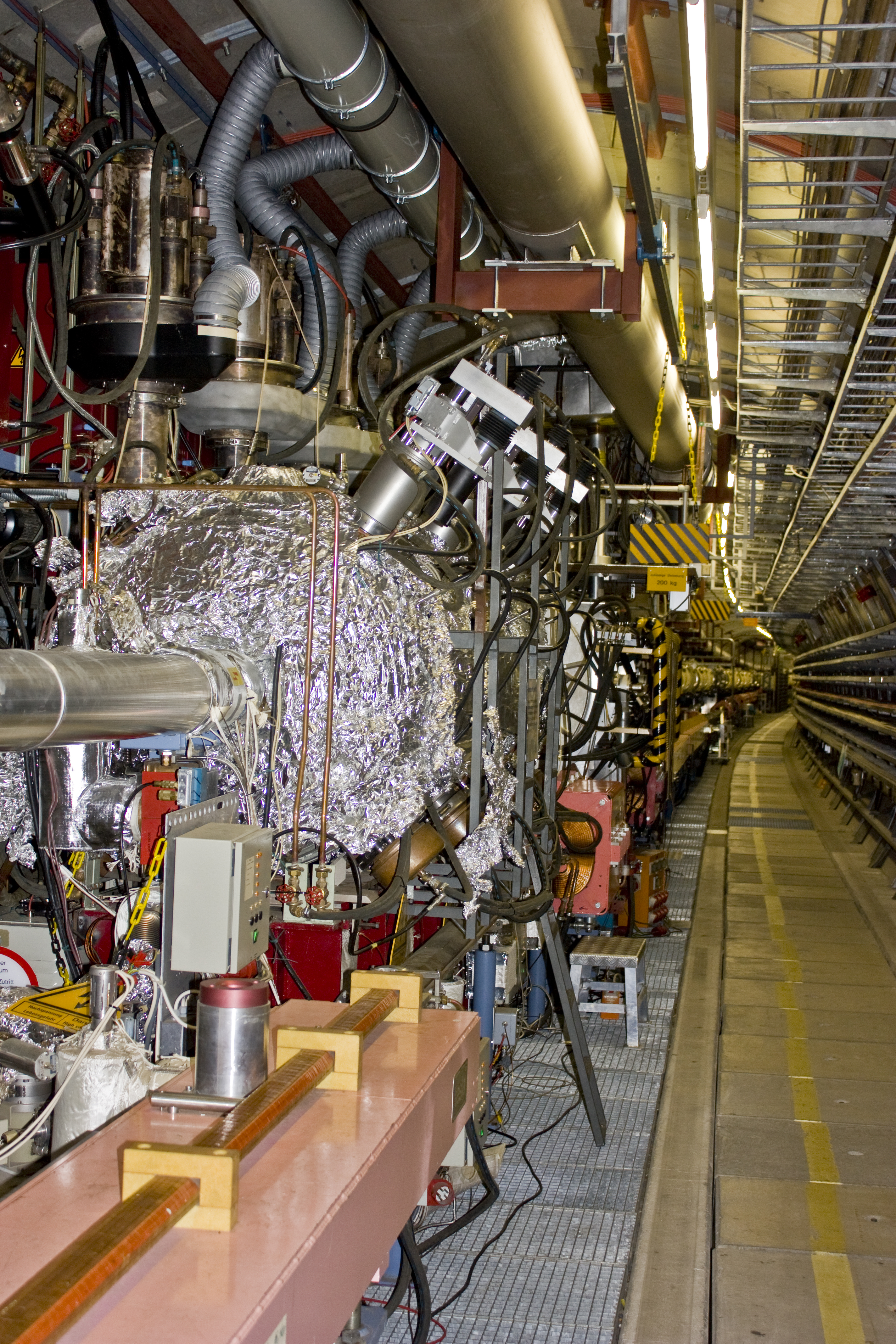
HERA: Вид на кільцевий прискорювач. Спереду ліворуч, загорнутий в алюмінієву фольгу — один із мідних резонаторів для прискорення протонів

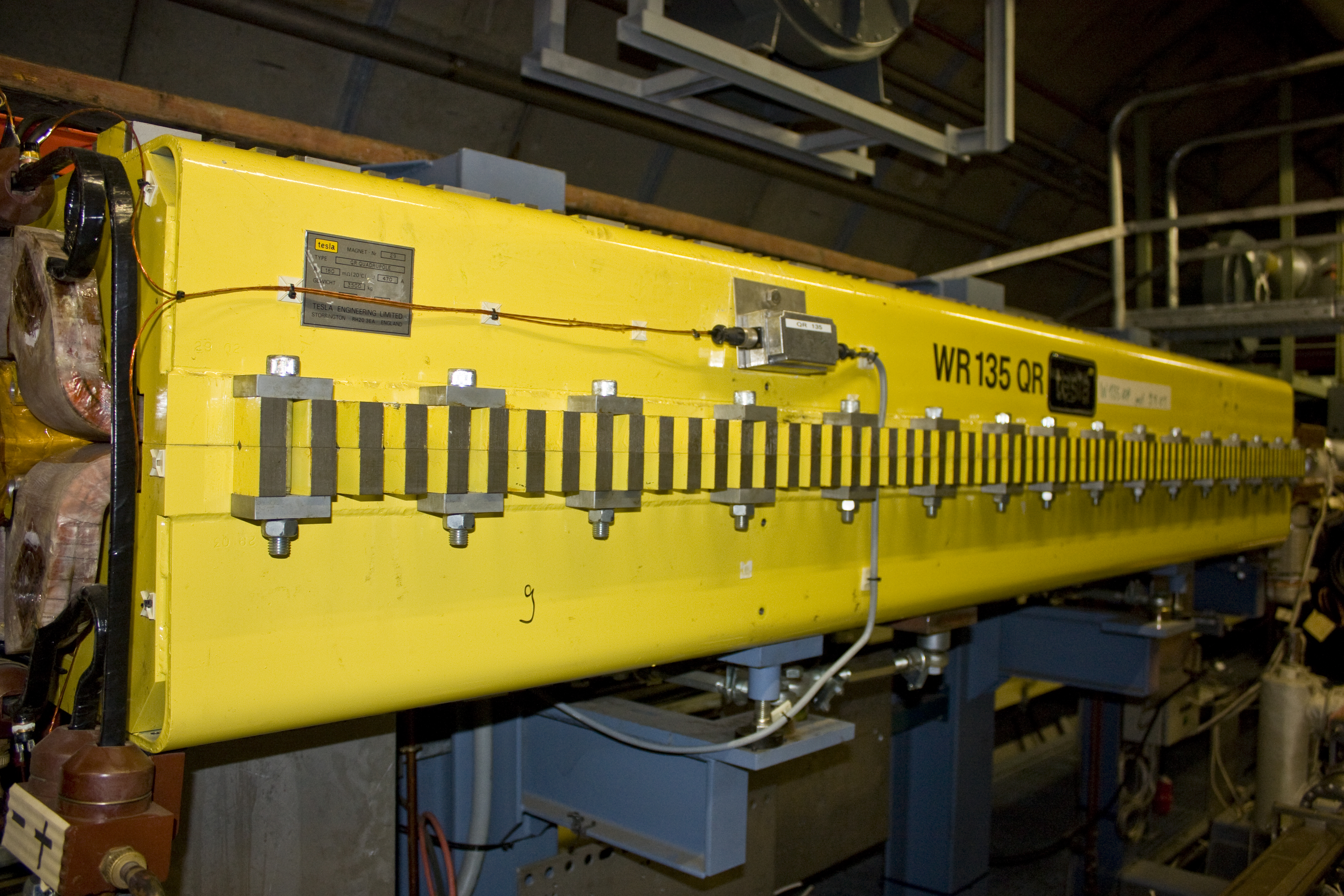
HERA: Квадрупольний магніт у кільцевому прискорювачі, маса — 3500 кг

HERA з чотирма експериментами H1, ZEUS, HERMES і HERA-B була єдиним накопичувачем у світі, в якому протони стикалися з електронами або позитронами. Точковий електрон діяв як зонд, який сканує внутрішню структуру протона та робить її видимою з високою роздільною здатністю. Визначена HERA внутрішня структура протона лягла в основу багатьох інших експериментів з фізики елементарних частинок, зокрема на Великому адронному колайдері в CERN, а також для численних розробок у теоретичній фізиці елементарних частинок. Прискорювач HERA також став першим великомасштабним проєктом з фізики елементарних частинок, який фінансувався міжнародним співтовариством. Раніше будівництво прискорювачів завжди фінансувалося тією країною, на території якої будувався прилад, але інтерес до HERA був таким великим, що до будівництва залучились дванадцять країн і понад 45 організацій, і близько 22 % з приблизно 700 мільйонів євро загальної вартості будівництва HERA були надані іноземними установами. Зараз ця модель стала стандартною, і в наступні роки інші країни спільно виконали багато масштабних наукових проєктів.

### Дослідження за допомогою фотонів

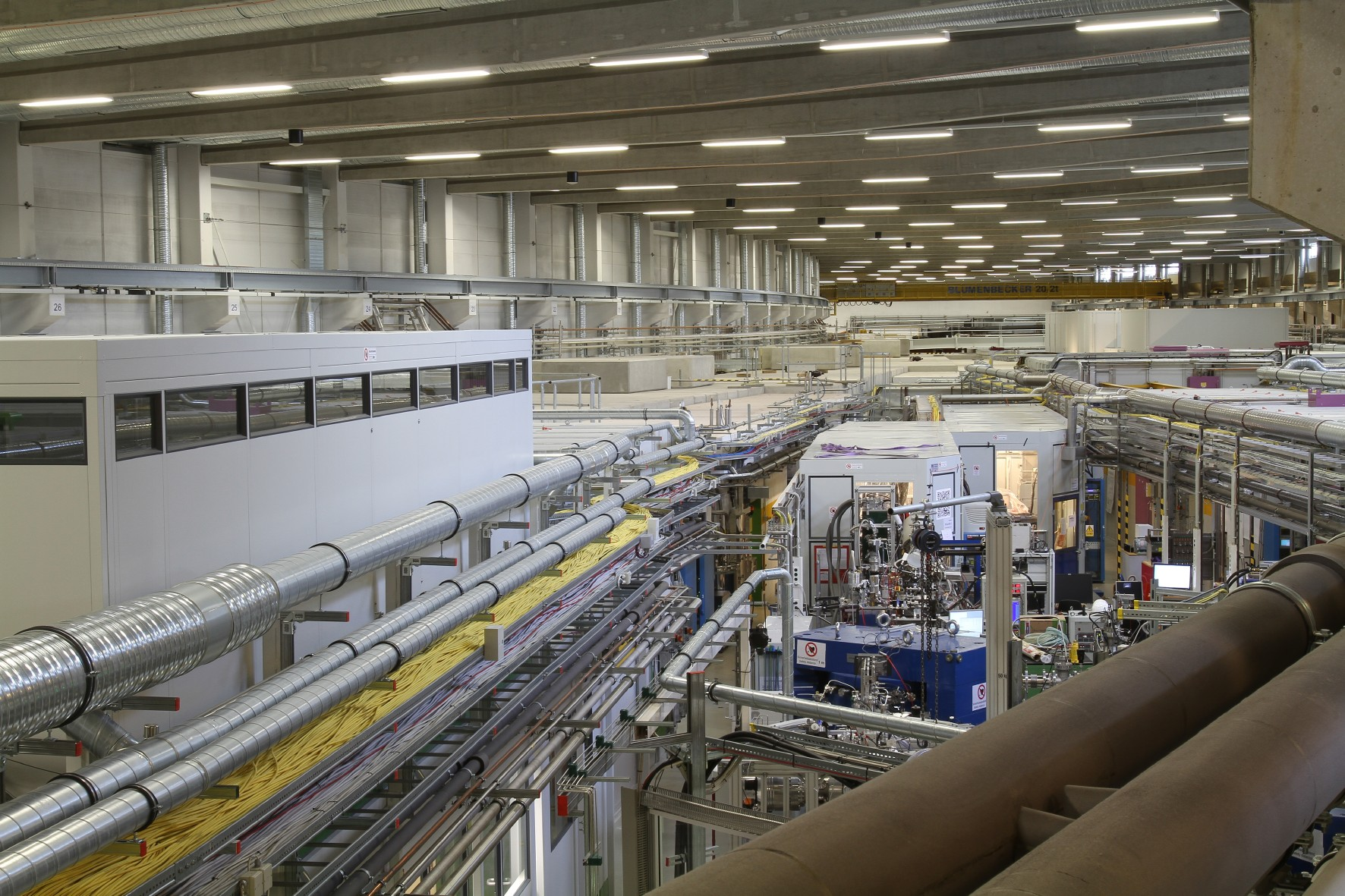
Вид на вимірювальні станції в 300-метровому експериментальному залі «Макс фон Лауе» біля джерела синхротронного випромінювання PETRA III на DESY

У той же час дослідницькі групи з DESY, різних університетів і Товариства Макса Планка з 1960-х років досліджують на DESY синхротронне випромінювання, створюване прискорюваними частинками. Щоб задовольнити швидко зростаючий національний та європейський попит на такі дослідження, DESY заснувала власну спеціалізовану лабораторію HASYLAB (Hamburger Synchrotronstrahlungslabor, Гамбурзька лабораторія синхротронного випромінювання), яка відкрилася в 1980 році. З 1995 року експерименти з синхротронним випромінюванням також проводилися паралельно з експериментами з фізики елементарних частинок на PETRA, а в 2005 році був доданий лазер на вільних електронах FLASH. Експеримент PETRA був модернізований у 2009 році для використання як джерело синхротронного випромінювання в жорсткому рентгенівському діапазоні (PETRA III), яке тепер постачає понад 40 експериментальних станцій. Планується розширення цього експерименту до тривимірного рентгенівського мікроскопа PETRA IV.
Історичні приклади застосування синхротронного випромінювання в DESY включають:
- Перші випробування рентгенівської літографії відбулися в DESY в 1975 році.
- У 1984 році в HASYLAB був записаний перший спектр Мессбауера, отриманий за допомогою синхротронного випромінювання.
- У 1985 році подальший розвиток рентгенівської технології дозволив визначити детальну структуру вірусу застуди.
- У 1986 році вперше вдалося використати синхротронне випромінювання для збудження окремих коливань кристалічної ґратки (фононів) у твердих тілах. Непружне розсіювання рентгенівських променів дозволило досліджувати властивості матеріалів, які раніше можна було визначати лише шляхом розсіювання нейтронів у ядерних реакторах.
- Компанія Osram тимчасово використовувала системи HASYLAB для перевірки ниток розжарення своїх ламп за допомогою синхротронного випромінювання. Отримана інформація про деградацію нитки сприяла створенню більш довговічних ламп.
- З 1986 по 2004 рік ізраїльська біохімікиня Ада Йонат (Нобелівська лауреатка з хімії 2009 року) проводила експерименти в DORIS, щоб розшифрувати структуру рибосоми[17].

### Надпровідні лазери на вільних електронах

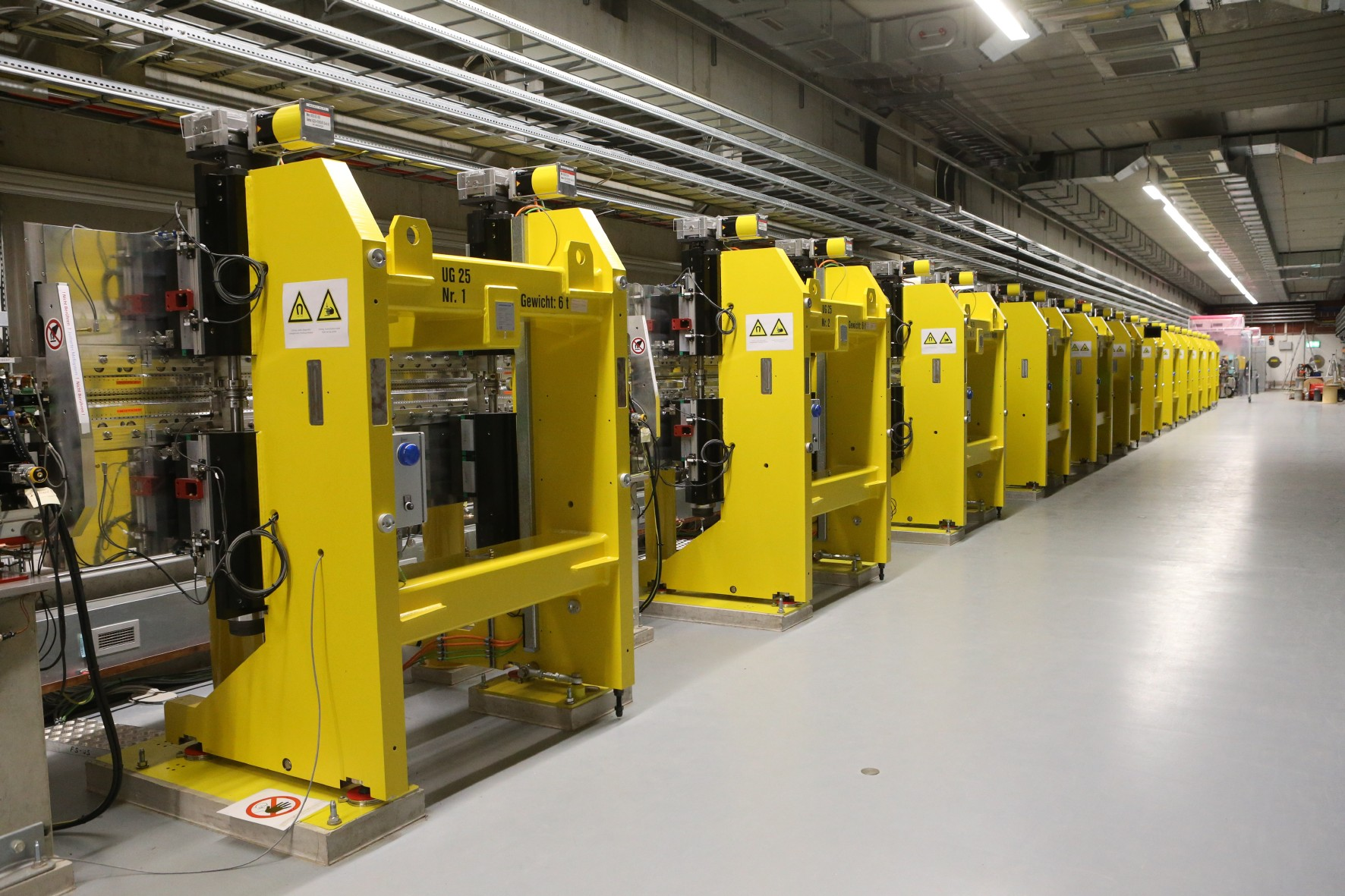
У лазері на вільних електронах FLASH електрони генерують лазерне світло в низькоенергетичному рентгенівському діапазоні, коли вони пролітають через спеціальні магнітні пристрої, так звані ондулятори (жовті).

На початку 1990-х DESY розпочала розвиток технології високочастотного прискорювача на основі надпровідних резонаторів із ніобію, охолоджених до температури 2 K. Перший такий прискорювач був випробувальною установкою для надпровідних лінійних прискорювачів проєкту TESLA в DESY, де також був випробуваний принцип самопосилення спонтанного випромінювання рентгенівського лазерного світла. Теорія цього явища була розроблена та далі розвивалася, починаючи з 1980 року в DESY та в інститутах Росії, Італії та США. У 2000—2001 роках випробувальна установка DESY стала першим у світі лазером на вільних електронах, який генерував спалахи світла в ультрафіолетовому та м'якому рентгенівському діапазонах. Тепер установка FLASH виробляє ультракороткі світлові імпульси в м'якому рентгенівському діапазоні для семи експериментальних станцій. 2020 року вона була розширена з метою подальшої оптимізації властивостей випромінювання (проєкт FLASH2020+).

### Європейський рентгенівський лазер на вільних електронах
З 2009 по 2016 рік міжнародний консорціум на чолі з DESY розробив і побудував Європейський рентгенівський лазер на вільних електронах, розташований в тунелі довжиною 3,4 км, що простягається від головного майданчика DESY у Гамбурзі до Шенефельда. Головним елементом системи є 1,7-кілометровий надпровідний лінійний прискорювач з енергією електронів 17,5 ГєВ — один з найпотужніших у світі надпровідних лінійних прискорювачів. У 2017 році на ньому було реалізовано рентгенівські спалахи високої інтенсивності та короткої тривалості (приблизно 10-100 фс). Такі спалахи дозволяють, наприклад, досліджувати тривимірну структуру хімічних реакцій.

### Технологія плазмового прискорення
З 2010 року DESY розробляє технологію плазмового прискорення як можливу альтернативу звичайним прискорювальним технологіям з метою створення компактних прискорювачів для досліджень фотонів, фізики елементарних частинок, а також медичних і промислових застосувань.

### DESY Цойтен
З 1992 року DESY має другий майданчик в Цойтені, біля Берліна. У 1939 році Поштове міністерство нацистської Німеччини пошти заснувало тут лабораторію ядерної фізики. Після війни лабораторія позначалась як «Інститут Х» і проводила дослідження в галузі ядерної енергетики для НДР, а згодом стала Інститутом фізики високих енергій Академії наук НДР. На початку 1992 року цей інститут увійшов до складу DESY, займаючись паралельними обчисленнями для теоретичної фізики елементарних частинок, створенням джерел електронів для рентгенівських лазерів і фізикою астрочастинок з фокусом на гамма-випромінюванні та нейтринній астрономії. Коли в 2018 році фізика астрочастинок стала новим дослідницьким напрямом DESY, майданчик у Цойтені був перетворений на міжнародний центр фізики астрочастинок.

## Прискорювачі частинок та обладнання

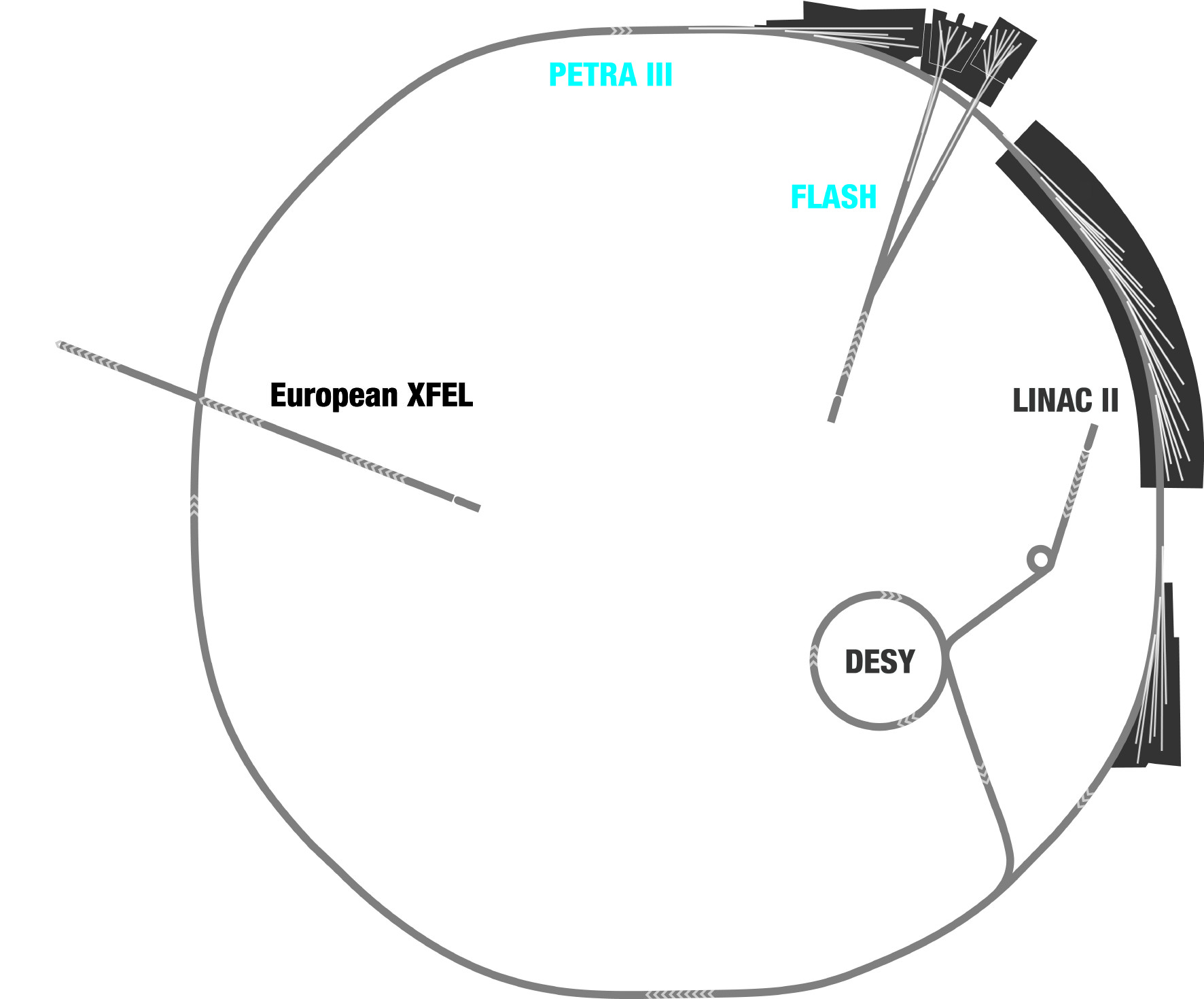
Системи прискорювачів DESY: LINAC II і DESY II — це попередні прискорювачі електронів для накопичувального кільця PETRA III, яке разом із лазером на вільних електронах FLASH служить джерелом світла для дослідження фотонів. Також показано європейський рентгенівський лазер European XFEL, який проходить від кампусу DESY до міста Шенефельд у Шлезвіг-Гольштейні.

З моменту заснування DESY займається розробкою, будівництвом й експлуатацією прискорювачів частинок для наукових досліджень. Системи створювалися одна за одною, сягаючи все більших енергій частинок. Зі створенням нових прискорювачів старі перетворювалися на попередні прискорювачі або на джерела синхротронного випромінювання.

### DESY
DESY (нім. Deutsches Elektronen-Synchrotron, німецький електронний синхротрон), від 1964 дотепер, розмір 300 м. Синхротрон DESY використовувався для експериментів з фізики елементарних частинок і для перших вимірювань із синхротронним випромінюванням до 1978 року. Потому він був кілька разів модернізований, використовувався як попередній прискорювач і постачав пучки частинок високої енергії для тестування детекторних систем.

### DORIS
DORIS (нім. Doppel-Ring-Speicher, накопичувач з подвійним кільцем), від 1974 до 2013, розмір 289 м. До 1992 року накопичувач DORIS дозволяв проводити експерименти із зіткнень між електронами та позитронами для досліджень з фізики елементарних частинок. З 1980 року синхротронне випромінювання, створюване DORIS, використовувалося для досліджень з фотонами, з 1993 по 2012 рік накопичувач служив виключно джерелом синхротронного випромінювання. У 2012—2013 роках на ньому проводився експеримент OLYMPUS з фізики елементарних частинок, після чого DORIS був закритий.

### PETRA
PETRA (нім. Positron-Elektron-Tandem-Ring-Anlage, позитронно-електронна тандемна кільцева установка), від 1978 дотепер, розмір 2304 м. Зо 1986 року зіткнення електронів і позитронів у накопичувальному кільці PETRA використовувалися для досліджень з фізики елементарних частинок (експерименти JADE, MARK-J, PLUTO і TASSO). З 1990 року PETRA служила попереднім прискорювачем для накопичувального кільця HERA, а з 1995 року — ще й джерелом синхротронного випромінювання. З 2009 року прилад PETRA III створює рентгенівське випромінювання високих енергій та дуже високої яскравості на понад 40 експериментальних станцій. DESY планує створення джерела синхротронного випромінювання наступного покоління — PETRA IV.

### HERA
HERA (нім. Hadron-Elektron-Ring-Anlage, установка з адронним електронним кільцем), від 1992 до 2007, розмір 6336 м. HERA є найбільшим кільцевим прискорювачем DESY і найбільшим дослідницьким інструментом у Німеччині. До 2007 року HERA була єдиною накопичувальною установкою в світі, яка дозволяла зіткнення електронів або позитронів з протонами для досліджень з фізики елементарних частинок (експерименти H1, ZEUS, HERMES і HERA-B), таким чином уможливлюючи точне розуміння внутрішньої структури протона.

### FLASH
FLASH (нім. Freie-Elektronen-Laser in Hamburg, лазер на вільних електронах у Гамбурзі), від 2000 дотепер, довжина 315 м. Лазер на вільних електронах FLASH базується на тестовому обладнанні для технологій надпровідних прискорювачів, створеному в 1997 році для проєкту TESLA. FLASH постачає ультракороткі імпульси високоенергетичного ультрафіолетового випромінювання та низькоенергетичного рентгенівського випромінювання для семи експериментальних станцій, а також використовується як випробувальна установка для розробки технологій прискорювачів і лазерів на вільних електронах.

### Інші прилади
У DESY також працює 1,7-кілометровий надпровідний лінійний прискорювач рентгенівського лазера European XFEL (European X-ray free electron laser, Європейський рентгенівський лазер на вільних електронах).
Окрім великих приладів, у DESY міститься й кілька малих прискорювачів частинок, більшість із яких працюють як попередні прискорювачі для PETRA та HERA. До них відносяться лінійні прискорювачі LINAC I (1964—1991), LINAC II (1969–дотепер) і LINAC III (1988—2007) і мале накопичувальне кільце PIA (1979–дотепер), в якому пакети частинок готуються для подачі в наступне накопичувальне кільце DESY II.
Зараз у будівлі колишнього накопичувача DORIS розташований прискорювальний комплекс SINBAD з інфраструктурою для дослідження та розробки прискорювачів, що включає лінійний прискорювач ARES для досліджень з ультракороткими електронними імпульсами для медичних цілей, установку AXSIS для генерації ультракоротких рентгенівських імпульсів для матеріалознавства та медичних досліджень, високопродуктивний лазер KALDERA для дослідження плазмового прискорення.
Установка LUX також використовується для дослідження прискорення плазми за допомогою лазера. Експеримент FLASHForward на лінійному прискорювачі FLASH використовується для вдосконалення прискорення плазми за допомогою електронного променя. Джерело релятивістських електронних пучків REGAE генерує ультракороткі електронні імпульси для дифракційних експериментів.
Експеримент ALPS, розташований у тунелі колишнього накопичувача HERA II, використовує надпровідні дипольні магніти з протонного кільця HERA для дослідження надзвичайно легких частинок.
На майданчику в Цойтені з 2001 року працює випробувальна установка фотоінжекторів PITZ.

### Комп'ютерні системи
DESY має великі обчислювальні потужності і велике сховище для зберігання даних. Як частина Всесвітньої обчислювальної мережі LHC, DESY також керує комп'ютерним центром Tier 2, який надає обчислювальні потужності та системи зберігання даних для експериментів ATLAS, CMS і LHCb на Великому адронному колайдері у дослідницькому центрі CERN. Крім того, комп'ютерні потужності DESY використовується в інших експериментах, таких як Belle II та IceCube.

## Дослідження
Дослідження в DESY поділяються на чотири напрями: прискорювачі, дослідження з фотонами, фізика елементарних частинок і фізика астрочастинок.

### Прискорювачі

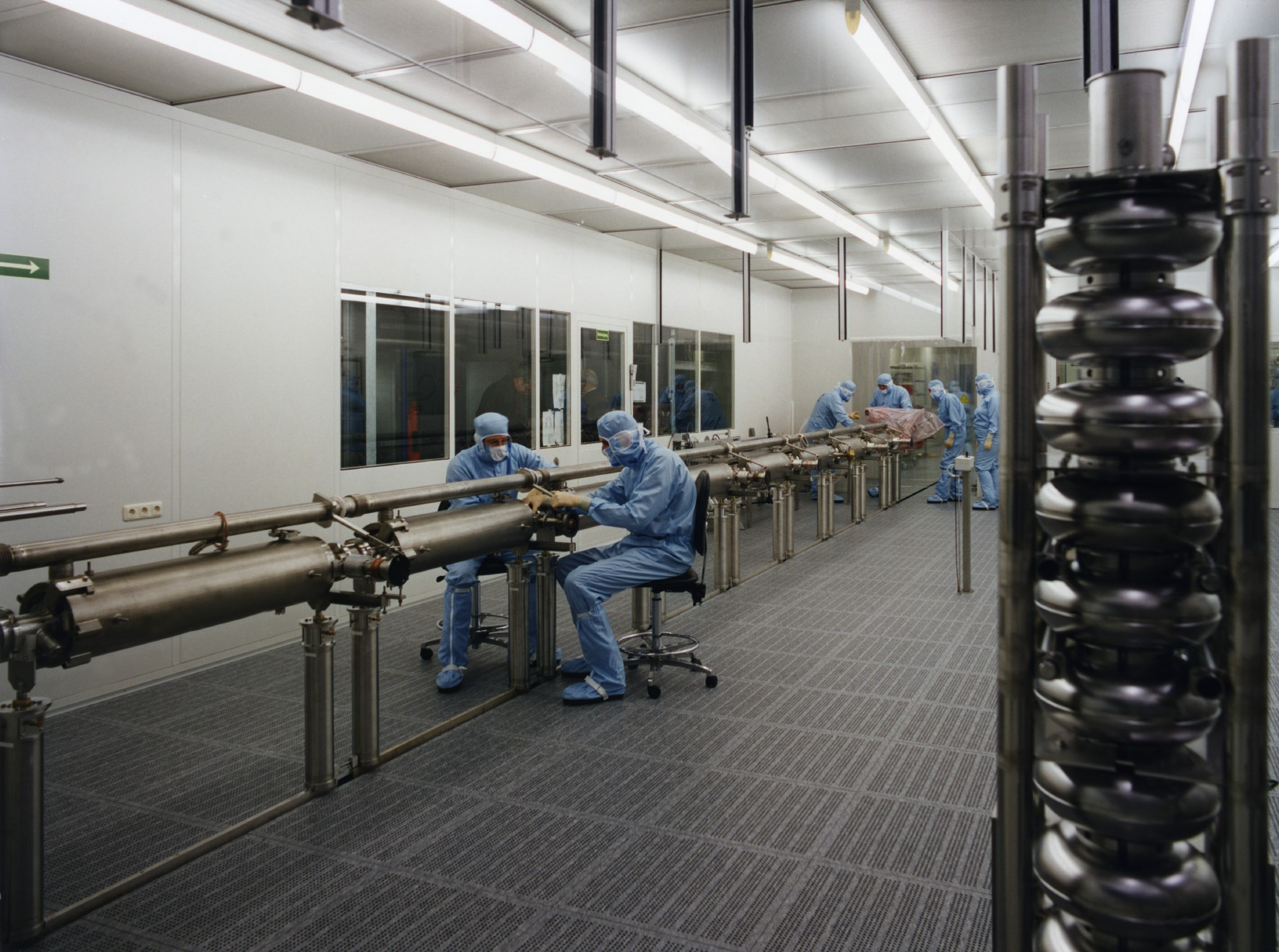
В чистому приміщенні працівники збирають надпровідні резонатори, які використовуються в лазерах FLASH і European XFEL.

Завданням цього напряму досліджень DESY є розробка фундаментальних технологій для прискорювальних установок, які DESY та її партнери використовують для наукових досліджень. Крім експлуатації існуючих установок і їх подальшого розвитку (проекти PETRA IV і FLASH2020+, розширення European XFEL), основними напрямками діяльності є дослідження нових концепцій прискорювачів, зокрема плазмового прискорення, а також вдосконалення технології надпровідних високочастотних прискорювачів.
Наукові принципи та технологія прискорення плазми розробляються як на керованій електронним променем установці FLASHForward, так і за допомогою потужних лазерів. Метою є створення компактних прискорювачів для застосування в дослідженнях з фотонами (лазери на вільних електронах і компактні джерела рентгенівського випромінювання), для медичних і промислових цілей, а також для майбутніх концепцій прискорювачів високих енергій.
Крім того, DESY розробляє методи машинного навчання для автономних прискорювачів і досліджує використання сучасної робототехніки для роботи прискорювачів.

### Дослідження за допомогою фотонів

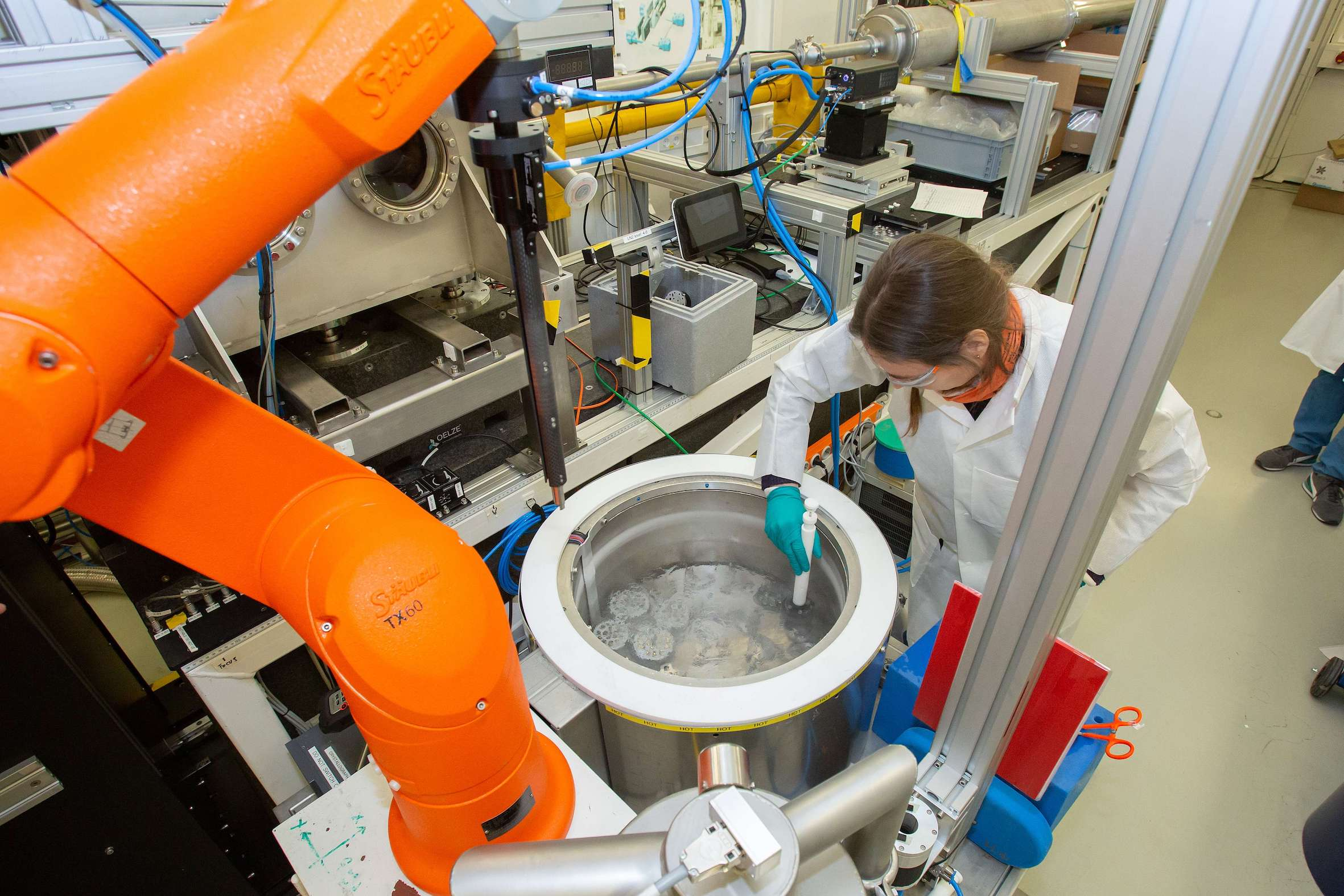
Експерименти з дослідження вірусу SARS-CoV-2 на джерелі синхротронного випромінювання PETRA III

В цьому напрямку досліджень структура, динаміка та функціонування матерії досліджуються за допомогою фотонів. Для цього використовуються такі джерела фотонів, як PETRA III та FLASH.
Щороку понад 3000 дослідників з різних наукових і промислових установ понад 40 країн проводять експерименти на джерелах фотонів і в лабораторіях DESY. Тематика досліджень охоплює фундаментальну та прикладну науку, промислові дослідження в галузі фізики, хімії, біології, медицини, наук про Землю, матеріалознавства.
Короткохвильове рентгенівське випромінювання від фотонних джерел DESY використовується для дослідження атомної структури різних матеріалів, а також функціонування біологічних молекул. Інші напрямки включають дослідження нових наноматеріалів, а також експерименти в реальному часі для розуміння, наприклад, каталітичних реакцій. З початком пандемії COVID-19 PETRA III використовувалась для досліджень вірусу SARS-CoV-2.

### Фізика елементарних частинок

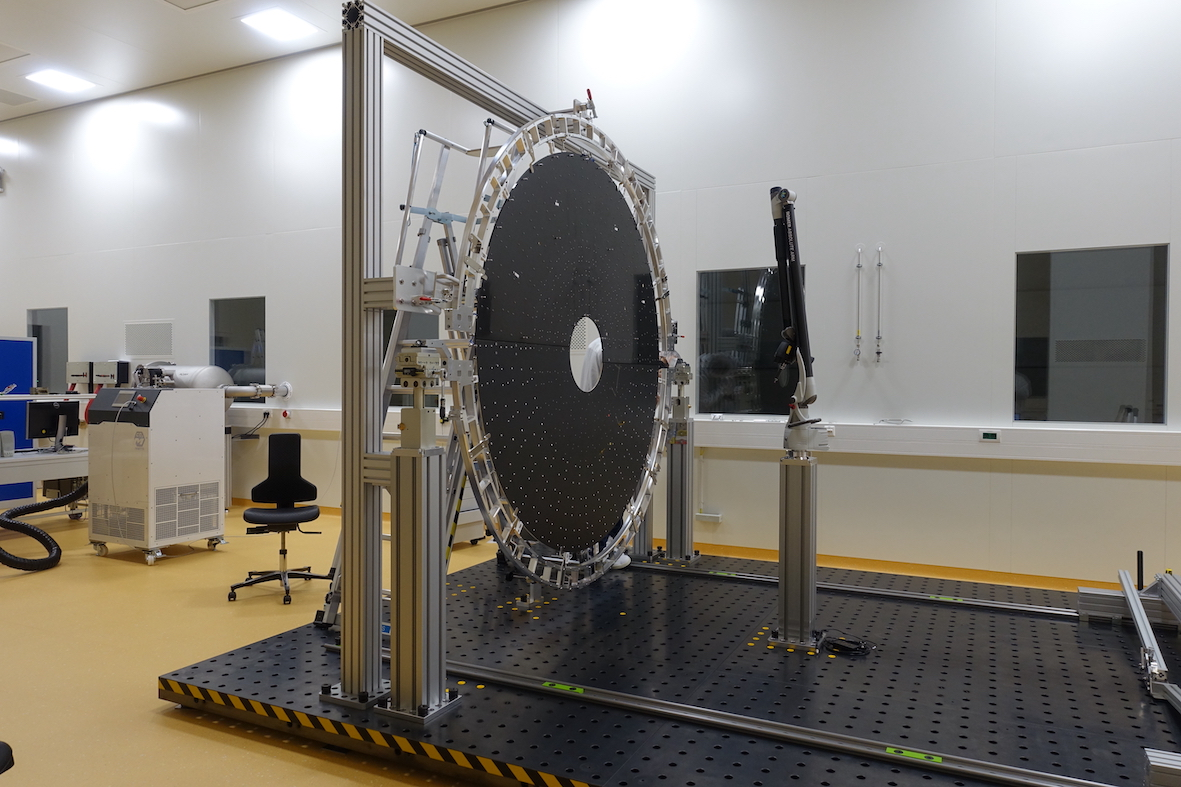
У цеху збирання детекторів у DESY виготовляються кремнієві детектори для експериментів ATLAS і CMS на Великому адронному колайдері

В галузі досліджень протонів DESY бере участь у великомасштабних експериментах на Великому адронному колайдері в дослідницькому центрі CERN біля Женеви. DESY виконує багато розробок для LHC, зокрема бере участь в розробці апаратного забезпечення та в аналізі даних.
У фізиці лептонами DESY бере участь в експерименті Belle II на електронно-позитронному колайдері SuperKEKB у дослідницькому центрі KEK у Цукубі, Японія, а також у розробках нових електронно-позитронних лінійних колайдерів.
Експеримент ALPS II в DESY в Гамбурзі спрямований на створення та виявлення аксіонів та інших надлегких слабко взаємодіючих частинок.
Діяльність DESY у теоретичній фізиці елементарних частинок включає феноменологію елементарних частинок (теоретичні передбачення відповідних процесів на Великому адронному колайдері), космологію (темна матерія, асиметрія матерії та антиматерії у Всесвіті, темна енергія, інфляція), теорію струн (об'єднання всіх фундаментальних взаємодій, квантова теорія поля).

### Фізика астрочастинок

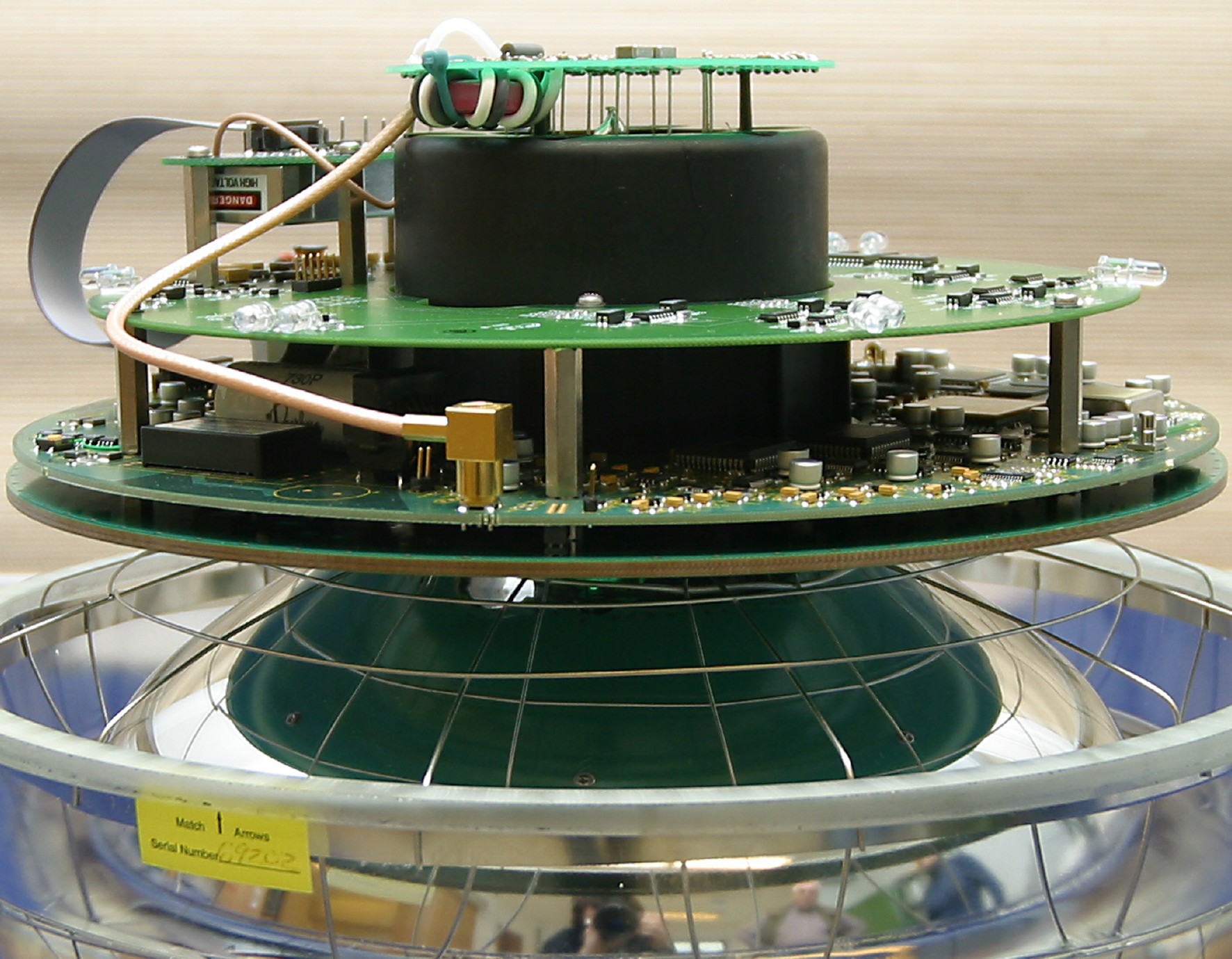
DESY виробляє значну частину цифрових оптичних модулів для нейтринної обсерваторії IceCube на Південному полюсі

Відділ фізики астрочастинок DESY досліджує високоенергетичні процеси у Всесвіті, використовуючи детектори космічних нейтрино та гамма-променів. У гамма-астрономії DESY бере участь у гамма-телескопах MAGIC на Канарських островах, H.E.S.S. у Намібії, VERITAS у США, космічному гамма-телескопі Fermi, у запланованому Масиві черенковських телескопів. У нейтринній астрономії DESY є другим за величиною партнером обсерваторії IceCube на Південному полюсі.
DESY також бере участь у створенні глобальної багатоканальної астрономічної програми, в якій спостереження електромагнітного випромінювання, нейтрино та гравітаційних хвиль з різних обсерваторій по всьому світу мають поєднуватися для отримання загальної картини відповідних космічних процесів.
DESY також бере участь у створенні ультрафіолетового супутника ULTRASAT спільно з ізраїльським Інститутом наук Вейцмана, представляє Німеччину в телескопі Ейнштейна — детекторі гравітаційних хвиль наступного покоління, а також проводить теоретичні дослідження з фізики астрочастинок.

### Інші дослідницькі центри за участю DESY
На майданчику DESY у Гамбурзі розташовані декілька пов'язаних з ним національних і міжнародних центрів, в тому числі:
- Центр лазерної науки на вільних електронах (Center for Free-Electron Laser Science, CFEL): дослідження надкороткочасних явищ за допомогою лазерів на вільних електронах і оптичних лазерів, дослідження взаємодії світла і речовини в екстремальних умовах
- Центр біології структурних систем (Centre for Structural Systems Biology, CSSB): біологія структурних систем для дослідження інфекційних процесів на молекулярному рівні
- Центр рентгенівської та нанонауки (Centre for X-ray and Nano Science, CXNS): дослідження конденсованих речовин за допомогою рентгенівських та інших методів, рентгенівські зображення високої роздільної здатності, аналіз процесів у речовині

## Передача знань і технологій

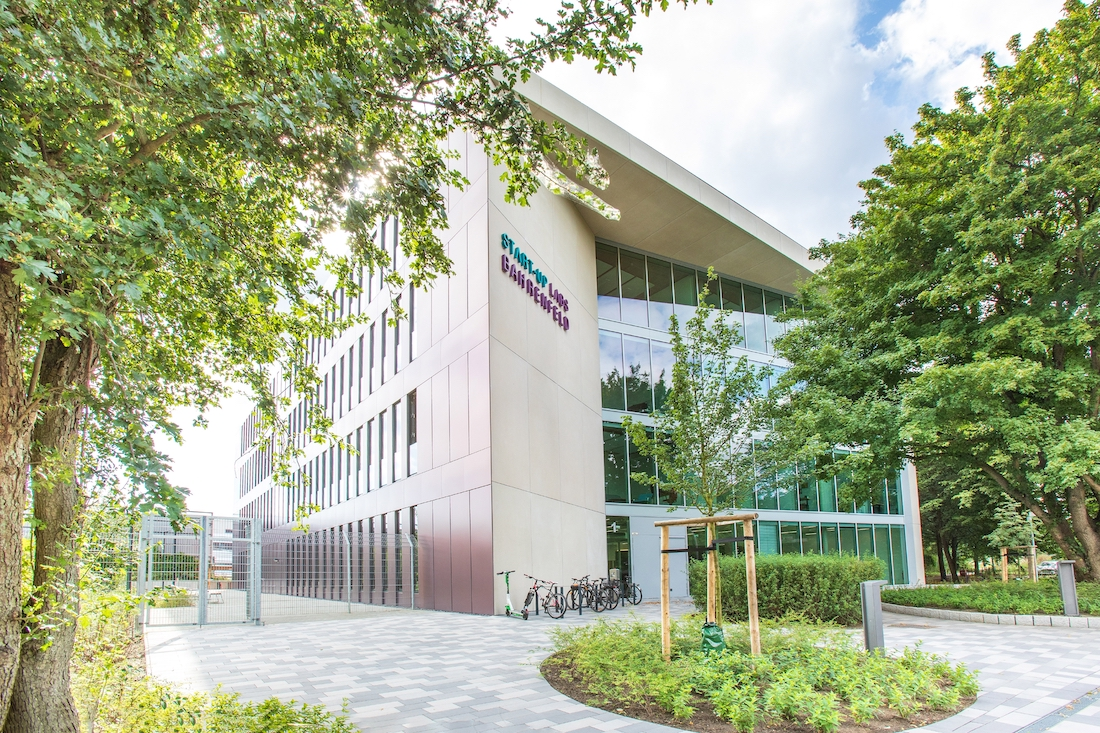
Start-up Labs Bahrenfeld, інноваційний центр, керований DESY, Гамбурзьким університетом і містом Гамбург, відкритий у вересні 2021 року.

DESY ставить собі за мету підтримку стартапів, пов'язаних з фундаментальними дослідженнями. З цією метою дослідницький центр пропонує бізнес-компаніям технологічну підтримку, наприклад, надаючи доступ до своїх фотонних джерел і лабораторій. DESY пропонує стартапам доступ до офісів, лабораторій і майстерень в DESY Innovation Village і в Start-up Labs Bahrenfeld, які були побудовані ним спільно з Гамбурзьким університетом і містом Гамбург.

## Голови ради директорів DESY
DESY очолює рада директорів, в якій представлені чотири основні напрями досліджень (прискорювачі, дослідження з фотонами, фізика елементарних частинок і фізика астрочастинок), а також адміністрація. Головами ради директорів були:
- 1959—1970: Віллібальд Єнчке[en], директор-засновник
- 1971—1972: Вольфганг Пауль
- 1973—1980: Гервіг Шоппер[en]
- 1981—1993: Фолькер Зергель[de]
- 1993—1999: Бйорн Війк[en]
- 1999—2009: Альбрехт Вагнер[de]
- З 2009: Гельмут Дош[de]